# 舒崇功
舒崇功（？—1628年），號鍾銘，明朝南直隶徽州府黟县宏村镇屏山村人，明朝末期政治人物、進士出身。

## 生平
萬曆三十一年（1603年）癸卯科應天鄉試舉人，萬曆四十四年（1616年），登進士，大理寺觀政，四十六年授户部河南司主事，天啓二年升陕西司郎中，三年官至衢州府知府，在任期間屢有政績，六年升任福建按察使司副使，負責福宁兵备道，崇祯元年卒。著有《诗经讲意》。 

## 家族
曾祖舒郭。祖舒守閔。父舒城。